# Ludwig Feuerbach e il punto di approdo della filosofia classica tedesca
Ludwig Feuerbach e il punto di approdo della filosofia classica tedesca (in tedesco Ludwig Feuerbach und der Ausgang der klassischen deutschen Philosophie), una delle opere chiave di Friedrich Engels, scritta nel 1886 dopo la morte di Karl Marx e pubblicata nel quotidiano Die Neue Zeit nel 1888. Fu scritto come reazione a "Ludwig Feuerbach" (1885) del filosofo danese Carl Nicolai Starcke, ma a quest'ultimo si presta poca attenzione.
L'opera è dedicata all'analisi e alla critica del sistema filosofico di Hegel, degli insegnamenti dei giovani hegeliani e del materialismo di Ludwig Feuerbach. Engels crede che l'idealismo tedesco, che ha raggiunto il suo apice negli insegnamenti di Hegel, fosse solo un'altra tappa sulla strada verso un concetto filosofico materialistico, e gli insegnamenti di Feuerbach sono di transizione dall'idealismo al materialismo. Engels considera l'omissione principale di Feuerbach l'allontanamento dal metodo dialettico di Hegel, che gli ha impedito di creare un concetto filosofico logico e storico. Fu in quest'opera di Engels che fu usato per la prima volta il termine "filosofia classica tedesca", che divenne ampiamente utilizzato.

## Storia della pubblicazione
Secondo lo stesso Friedrich Engels, il seme di questo libro è nato 40 anni prima in L'ideologia tedesca, scritto da Marx ed Engels, ma senza essere stato pubblicato durante la sua vita.
Il libro, lungo solo 50 pagine, fu scritto all'inizio del 1886 e pubblicato quello stesso anno nei numeri 4 e 5 della rivista "Die Neue Zeit". Nel 1888 fu pubblicata a Stoccarda una versione riveduta Johann Heinrich Wilhelm Dietz, che conteneva alcuni commenti aggiuntivi; questa edizione conteneva la ristampa delle 11 tesi su Feuerbach di Marx del 1845.

## Storia
Il libro era lungo solo circa 50 pagine e fu scritto all'inizio del 1886 e pubblicato quell'anno in Die Neue Zeit. Nel 1888 fu pubblicata a Stoccarda una stampa rivista da Johann Heinrich Wilhelm Dietz, che conteneva qualche commento aggiuntivo di Engels. In questa edizione furono ristampate per la prima volta anche le 11 tesi di Marx del 1845 su Feuerbach. La prima traduzione inglese di Austin Lewis fu pubblicata negli Stati Uniti nel 1903 da Charles H. Kerr & Company.

## Contenuto

### Analisi e critica degli insegnamenti di Hegel
Engels inizia la sua opera con un esame del concetto filosofico di Hegel. Nonostante il materialismo contraddica l'idealismo di Hegel, Engels osserva che la filosofia di quest'ultimo era veramente rivoluzionaria. L'epistemologia di Hegel, espressa nel principio dell'impossibilità di raggiungere la conoscenza e la verità assolute, risultato finale dello sviluppo delle relazioni economiche e sociali, trova in Engels un profondo sostegno e ammirazione, in misura maggiore perché fa presagire il crollo del sistema capitalista:
(Friedrich Engels, "Ludwig Feuerbach e il punto di approdo della filosofia classica tedesca")
Engels spiega la ragione della non rivelazione del potenziale rivoluzionario negli insegnamenti di Hegel con la natura paradossale dello stesso sistema filosofico di Hegel: dopotutto, si scopre che l'idea che non ci sia verità assoluta in sé è verità assoluta, il che contraddice l'idea di Hegel metodo dialettico e lo costringe ad aggirare questo problema. Di conseguenza, Hegel arriva a sostanziare il sistema sociopolitico esistente come l'unico possibile per le persone che non sono ancora pronte ad attuare un'idea così ideale sull'impossibilità di conoscere la verità assoluta.
Engels nota anche che, in sostanza, la filosofia come ricerca della conoscenza assoluta del mondo si conclude con Hegel, con la sua conclusione sull'impossibilità della conoscenza assoluta. Questa conclusione è stata finora radicata nella scienza della storia della filosofia, che divide la storia dello sviluppo della filosofia in filosofia classica e filosofia non classica.

### Analisi e critica degli insegnamenti di Feuerbach
Esaminando in dettaglio le opinioni di Feuerbach, Engels sottolinea il significato della critica all'idealismo di Feuerbach, espressa nella sua opera "L'essenza del cristianesimo":
(Ludwig Feuerbach, "L'essenza del cristianesimo")
Tuttavia, Engels ha criticato il desiderio di Feuerbach di creare una nuova religione ed etica basata sul puro amore, invece di affermarsi nel materialismo e continuare a pensare in questa direzione. Engels spiega questa posizione di Feuerbach con diversi motivi: lo stile di vita ascetico di Feuerbach, che non gli permetteva di comunicare con persone dello stesso calibro e quindi di sviluppare qualitativamente la sua filosofia; una comprensione eccessivamente semplificata del materialismo; riluttanza ad usare la dialettica hegeliana.

## Influenza
Un'analisi sistematica della filosofia di Hegel e dei suoi seguaci, nonché delle idee di Feuerbach, condotta da Engels, ha portato alla conclusione sulla fine del periodo classico nello sviluppo della filosofia, cioè la fine del tempo del predominio del filosofare di tipo classico basato su concetti astratti, immagini generalizzate dell'uomo e degli oggetti, la ricerca della verità assoluta.
Tale analisi, unita a una breve presentazione dell'essenza del materialismo dialettico e storico, ha reso l'opera di Engels una delle più importanti nello sviluppo della filosofia materialista marxista. Così, Vladimir Lenin mise "Ludwig Feuerbach e il punto di approdo della filosofia classica tedesca" alla pari del "Manifesto del Partito Comunista".